# Franky Five Star
Franky Five Star ist ein Film der deutschen Regisseurin Birgit Möller aus dem Jahr 2022.
Der Film zeigt zwei Welten: Die Außenwelt und die Innenwelt der jungen Frau, die Franky genannt werden will. Die Innenwelt ist ein heruntergekommenes früheres Fünf-Sterne-Hotel, in dem sich außer Franky noch Frau Franke, Ella, Lenny und Frank aufhalten. Die vier weiteren Figuren im Innenwelt-Hotel sind extreme Ausprägungen verschiedener Persönlichkeitszüge Frankys. Ein Aufzug verbindet das Hotel mit der Außenwelt. Je nachdem, welche der Figuren den Aufzug in die Außenwelt nimmt, gerät Frankies Leben immer wieder in Schieflage.

## Preise
- Neiße Filmfestival 2023: Publikumspreis Spielfilm
- Filmfest Bremen 2023: Lobende Erwähnung
- Max Ophüls Preis 2023: Preis der Ökumenischen Jury